# Hanibal Lucić (traghetto)
L'Hanibal Lucić è un traghetto appartenente alla compagnia di navigazione croata Jadrolinija.

## Servizio
Il traghetto, varato nel 1993 nel cantiere navale Rigas Kugu Remontova Rupnica di Riga con il nome di Pramis-7 per una compagnia di navigazione lettone, viene tuttavia acquistato in costruzione dalla croata Jadrolinija, alla quale viene consegnato nel 1995 con il nome di Hanibal Lucić.
Nel 1999 prende servizio nei collegamenti tra Dubrovnik e Sobra.
Da quel tempo fino ad oggi, Hanibal Lucić ha navigato su molte linee presso Zara, Spalato e Ragusa.
Dal 18 giugno 2010 presta servizio sulla linea di Zirona Grande - Dominče (Curzola).